# Trondenes kommun
Trondenes kommun (norska: Trondenes kommune) var en kommun i Troms fylke i norra Norge. Byn Trondenes utgjorde kommunens centralort.

## Administrativ historik
Trondenes kommun upprättades den 1 januari 1838 (som Trondenæs formannskapsdistrikt) när Formannskapslovene från 1837 trädde i kraft. Kommunen omfattade då större delen av nuvarande Harstads kommun samt den mellersta delen av nuvarande Tjeldsunds kommun.
Den 1 januari 1904 bröts stadskommunen Harstad ut ur kommunen som då minskade från 9 021 invånare före delningen till 7 775 invånare efter.
Den 1 januari 1912 överfördes ett bebott område (med 291 invånare) från Trondenes kommun till Evenes kommun. Området fördes samtidigt över från Troms fylke till Nordland fylke.
1926 bröts kommunerna Sandtorg och Skånland ut ur kommunen som då minskade från 10 096 invånare före delningen till 3 429 invånare efter. Den återstående delen omfattade ett område i den mellersta delen av nuvarande Harstads kommun.
Den 25 oktober 1956 överfördes ett bebott område (med 32 invånare) från Kvæfjords kommun till Trondenes kommun.
Den 1 januari 1964 gick Trondenes kommun, tillsammans med Sandtorgs kommun, upp i Harstads kommun. Kommunens hade då 7 512 invånare.